# Aiguilles Marbrées
Le Aiguilles Marbrées (3.536 m s.l.m.) sono una montagna del Massiccio del Monte Bianco che si trova lungo la frontiera tra l'Italia (Valle d'Aosta) e la Francia (Alta Savoia).

## Caratteristiche
Sono collocate ad oriente del Colle del Gigante, hanno un andamento da sud verso nord e culminano con la Cima Nord (3.536 m). Il Col de Rochefort le separa dalla cresta che poi sale verso il Dente del Gigante.